# Radar de control de velocidad

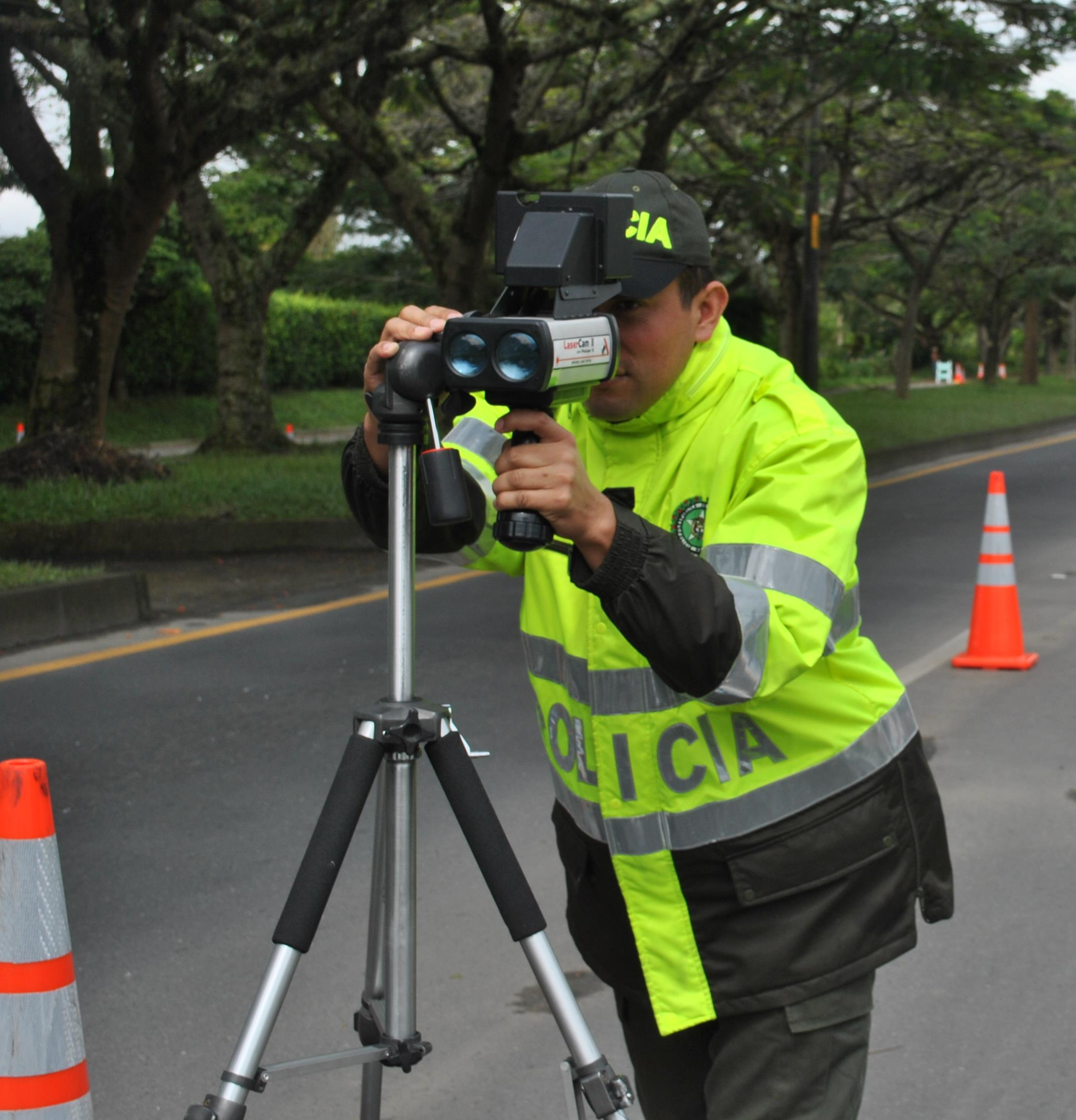
Policía colombiano haciendo uso de un radar de control de velocidad.

Un radar de control de velocidad o pistola de velocidad es una unidad de radar Doppler usada para detectar la velocidad de objetos, especialmente vehículos con el propósito de regular el tráfico, como también para velocidades de pelotas en fútbol, tenis, béisbol, corredores y otros objetos móviles en deportes. Este radar no proporciona información sobre la posición del objeto. Emplea el principio del efecto Doppler aplicado a haces de radar para medir la velocidad de objetos a los que se apunta. Estas pistolas radar pueden ser manuales o montadas en un vehículo. 
La mayoría de las pistolas radar operan en las bandas X, K, Ka, banda IR (infrarroja), y (en Europa) Ku. Otra tecnología alternativa, LIDAR, usa luz pulsada.
La pistola radar fue inventada por Bryce K. Brown, de Decatur Electronics, en marzo de 1954, y se usó primero en Chicago, Illinois, por el patrullero Leonard Baldy en abril de 1954. 
En el mercado se venden detectores de radar para los conductores, permitiendo detectar muchos de los sistemas de radar y de láser de tránsito. En respuesta, con el espíritu de la guerra electrónica, algunos radares policiales se han equipado con detectores de detectores radares, para identificar a quienes intentar eludir los controles policiales.

## Cómo funciona una pistola radar

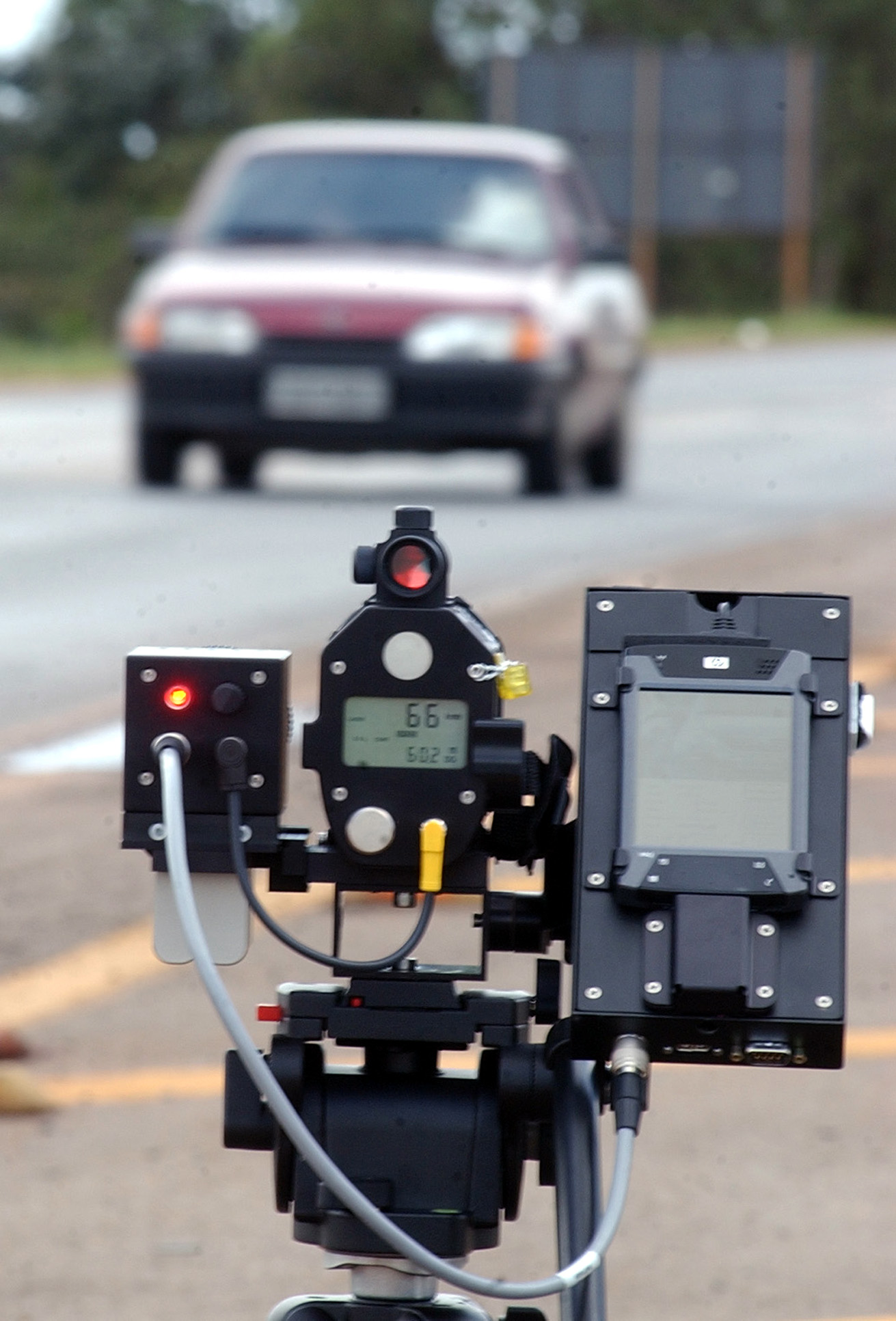
Radar Microdigicam, en acción en Brasil.

Las pistolas radar son, en su forma más simple, un transceptor de radio: envía una señal de radio y luego recibe la misma señal que se ha reflejado en un blanco u objetivo. La frecuencia de radar es diferente cuando retorna, y esas diferencias pueden calcularse para obtener la velocidad del objeto en cuestión.
Su haz de radar es similar al haz de luz que se expande con la distancia a medida que la señal de origen se incrementa, y algunos reflejos del haz desde el objeto vuelve a la pistola, y ésta usa el Efecto Doppler para calcular su velocidad. Usando la comparación del cambio de frecuencia entre lo enviado y lo recibido, se detecta su velocidad.
Todas las bandas de radar obran de diferente manera; operando en diferentes frecuencias. Las pistolas de banda X son las menos usadas, porque su haz es fuerte y fácilmente detectable. Además, muchos portones automáticos utilizan ondas de radio en la banda X y pueden posiblemente afectar las lecturas de las pistolas radar. Así resulta que las bandas K y Ka son las más usadas comúnmente por la autoridad policial.
Los radares de tránsito vienen en muchos modelos. Los hay de mano, estacionarios y de movimiento. Los de mano son operados a batería, y la mayoría son desde una posición estacionaria. Los radares estacionarios pueden montarse en vehículos, y poseer una o dos antenas, y el vehículo aparcado. Los radares de movimiento se emplean, cuando el vehículo se mueve. Estos artefactos son muy complejos, y pueden medir velocidades de automóviles por delante y por detrás del vehículo de control.

## Problemas con las pistolas radar
Aunque este radar es efectivo para controlar velocidades de los objetos sobre los que se hace la medición, no están libres de errores. Para una precisa medición, el objeto cuya velocidad se desea evaluar debería ser el único móvil en el haz del radar. Si éste no es el caso, se necesita más articulación para probar la velocidad de un vehículo en particular. 
En EE. UU., la "Administración Nacional de Seguridad en el Tráfico por Autopistas" (National Highway Traffic Safety Administration, NHTSA), en cooperación con la "Asociación Internacional de Jefes de Policía" (International Association of Chiefs of Police, IACP) desarrolla programas de entrenamiento para operar pistolas de radar. Su currículum provee a operadores de pistolas de radar con las habilidades requeridas para uso apropiado, testeos, para identificar blancos. Da a los operadores con información de leyes y ordenanzas locales y estatales aplicadas en la jurisdicción.
El personal de control puede ser entrenado en la práctica de estimación visual de velocidad y de distancia, usando el radar como verificación de la estimación humana.
Debe advertirse que el ángulo en el cual el objeto esté en relación con el radar puede afectar la lectura: fenómeno conocido como "efecto coseno". Además existen interferencias en las bandas de RADAR por telefonía celular, transmisoras de otra clase, líneas electrificadas, señales e inclusive muros estacionarios pueden crear lecturas erróneas.
El radar obra emitiendo ondas electromagnéticas invisibles a ciertas frecuencias. En comparación, el brillo de un haz de luz desde un flash sobre un objeto, la luz es reflejado por objetos, permitiendo a una persona ver el objeto en la oscuridad. El mismo principio se aplica al haz de radar. El radar emite ondas de radiofrecuencia, y se reflejará sobre la mayoría de objetos metálicos, concreto, árboles, madera, etc.
La unidad de radar usa una antena para "leer" las señales de radio reflejadas desde el objeto (tal como un vehículo). Si el haz del radar toca un blanco móvil, las frecuencias de las ondas cambiarían basado en el principio de la "deriva Doppler". Con esas frecuencias reflejadas y cambiadas, y sabiendo las frecuencias que el radar emite, su computadora calculará la velocidad del móvil. Note que el radar no puede determinar la velocidad del blanco si el blanco atraviesa perpendicular al haz de radar, y así no habrá deriva Doppler en la antena de radar. 
Muchas interferencias se producen hacia la antena de radar, pues acepta toda microonda disponible para "escuchar". Por ejemplo, líneas de alta tensión, de telefonía, usinas, hasta las luces de neón emiten ondas electromagnéticas. Cualquier fuente específica de ondas no puede ser identificada. Además, el radar no puede determinar cuál blanco refleja cada onda. Si hay dos vehículos andando muy próximas, cada auto será responsable de la lectura resultante de radar. Identificar al blanco es una dificultad para el operador radar, y que frecuentemente produce errores. A 200 m, el ancho del haz de radar puede usualmente cubrir las 4 vías de tráfico en ambas direcciones, causando un gran error en determinar cual blanco es responsable de la lectura de radar. Aun si hay un solo vehículo en la ruta, el radar tiene un rango típico de aproximadamente de 400 m , que es el rango visual de la mayoría de los ojos humanos. Si bien el radar puede leer a un vehículo a 300 m, el oficial solo puede leer a un vehículo hacia él a una distancia de 150 m .
Además, el radar no necesariamente adquiere el objeto de mayor velocidad, ya que la señal de retorno más fuerte puede estar afectada por diferentes factores, como el tamaño del móvil, el área transversal mirando hacia la antena de radar, su relativa velocidad y la distancia al radar. Por ejemplo, si un Corvette se mueve a 80 km/h a 50 m del radar, y un camión a 110 km/h pero a 2 km de distancia, el radar puede adquirir la señal de retorno del camión y registrar una velocidad de 110 km/h. El operador creerá que ese valor violatorio corresponde al Corvette y confeccionará una boleta de infracción errada. Otro ejemplos, es cuando la pistola radar se usa cerca de un aeropuerto internacional, donde el radar puede adquirir señales de objetos aéreos. En este caso, aparecen velocidades registradas extremadamente anómalas por lo rápido: 300-400 km/h . Y si directamente una aeronave comercial vuela a pocos km de distancia de la pistola radar, puede adquirir la señal de retorno desde esa nave, que es inmensamente grande frente a cualquier vehículo terrestre.
Hay radares que pueden identificar múltiples blancos, determinando sus individuales velocidades, rango, tamaño, altitud, dirección de viaje, etc., pero esos radares cuestan centenas de miles de dólares. Lo importante de una pistola radar es su bajo precio, su maniobrabilidad, y ausente de errores. 
Hay una variante de la pistola radar, llamada radar de movimiento. Trabaja en esencia de la misma manera como los ya descritos arriba, con la excepción de que en este tipo de radares se usan con el vehículo de control en movimiento (como en control de autopistas, por ejemplo). Tiene dos lectores la unidad, uno muestra la velocidad del blanco, y el otro de la velocidad del vehículo control. A veces hay fortísimas señales de retorno, usualmente reflejada de señales de autopista, puentes y otros grandes objetos, y se asume para la velocidad de control. La siguiente más fuerte señal, se asume que es la del blanco. Como la velocidad del blanco depende de la velocidad del control, este radar de movimiento está sujeta a todos los errores del radar estacionado, más los errores de determinar la velocidad del vehículo control. 
Otro tipo de radar de tráfico, es el radar de fotos. Estrictamente hablando, este radar de foto no es una variación del tradicional radar. Es básicamente un radar estacionario con capacidad de tomar fotos. Nunca se usa este tipo de radar en modo movimiento. El operador usualmente se pone con el radar de fotos en un costado de la autopista, apuntando el radar hacia el tráfico viniendo. A veces el radar no se tiene en la mano, sino dentro de un vehículo como un monovolumen. La cámara se monta arriba del vehículo y está conectada al radar, y va haciendo lecturas sin intervención del operario. Así el radar monitorea las velocidades del tráfico continuamente, y si aparece detectada una violación de velocidad, la cámara toma automáticamente una imagen de la placa de licencia del vehículo en infracción. Al final del día, todas las fotos se muestran, se confecciona una boleta de infracción y se envía por correo a los respectivos dueños registrados de los vehículos. 
El radar no es infalible como mucha gente cree. Aunque la tecnología ha avanzado mucho durante los últimos años, y las unidades de radar se hacen cada vez más y más amigables, el radar continúa errando, especialmente en manos de operadores pobremente entrenados.
En New South Wales, Australia, se utiliza la pistola radar usando evidencia experta y GPS.